# Pachymerium grandiceps
Pachymerium grandiceps är en mångfotingart som först beskrevs av von Porat 1893.  Pachymerium grandiceps ingår i släktet Pachymerium och familjen storjordkrypare. Inga underarter finns listade i Catalogue of Life.